# Яків Боженець-Єловицький
Яків Дани́лович Боже́нець-Єлови́цький (? – пом. 2 жовтня 1680) – руський (український) шляхтич з роду Єловицьких, власного гербу Єловицьких (також Яловицьких). Землевласник у Луцькому та Кременецькому повітах Волинського воєводства Речі Посполитої. Державний діяч.

## Відомості
Яків (Якуб-Станіслав) Боженець-Єловицький – кременецький земський писар (1650–1680). Син войського кременецького, підкоморія кременецького Данила Савиновича Єловицького. Найдавніший з відомих Єловицьких який додавав до свого прізвища - Боженець і відтоді нащадки по його лінії називалися Боженцями-Єловицькими. Наталя Яковенко зазначає у своїй праці, що додаток до прізвища Єловицький – Боженець походить від некалендарного варіянту імені – Божата, яке вочевидь носив котрийсь із давніших предків роду Єловицьких.
Відомо, що Яків Боженець-Єловицький володів маєтками Мирогоща та Липки у Луцькому повіті. Під час Хмельниччини вони були розграбовані та спустошені покозаченими дубенськими міщанами та селянами з околиць міста. 16 вересня 1655 року видав у Дубно універсал про терміновий збір повітового посполитого рушення в селі Івання (біля Птичи).

## Сім'я
У шлюбі з Ганною Болбосівною Розтоцькою (на 1650).
Діти: 
Данило Боженець-Єловицький у шлюбі з Елеонорою Горайн. У 1698 році жили в маєтку села Андрусіїв. Відомо, що мали сина Івана.
Михайло Боженець-Єловицький. 
Олександр Боженець-Єловицький. 
Андрій Боженець-Єловицький. 
Іван Боженець-Єловицький. 
Мали земельні та майнові суперечки зі шляхтичами Бабинськими з якими були кровно споріднені.